# Пайнгілл (Нью-Мексико)
Пайнгілл (англ. Pinehill) — переписна місцевість (CDP) в США, в окрузі Сібола штату Нью-Мексико. Населення — 586 осіб (2020).

## Географія
Пайнгілл розташований за координатами 35°0′11″ пн. ш. 108°24′29″ зх. д. / 35.00306° пн. ш. 108.40806° зх. д. (35.003075, -108.408191).  За даними Бюро перепису населення США в 2010 році переписна місцевість мала площу 8,69 км², уся площа — суходіл.

## Демографія
Згідно з переписом 2010 року, у переписній місцевості мешкало 88 осіб у 32 домогосподарствах у складі 22 родин. Густота населення становила 10 осіб/км².  Було 38 помешкань (4/км²).
Расовий склад населення:
| - 96,6 % — корінних американців |

До двох чи більше рас належало 3,4 %. Частка іспаномовних становила 8,0 % від усіх жителів.
За віковим діапазоном населення розподілялося таким чином: 25,0 % — особи молодші 18 років, 53,4 % — особи у віці 18—64 років, 21,6 % — особи у віці 65 років та старші. Медіана віку мешканця становила 44,0 року. На 100 осіб жіночої статі у переписній місцевості припадало 137,8 чоловіків;  на 100 жінок у віці від 18 років та старших — 106,2 чоловіків також старших 18 років.
За межею бідності перебувало 14,8 % осіб, у тому числі 0,0 % дітей у віці до 18 років та 30,8 % осіб у віці 65 років та старших.
Цивільне працевлаштоване населення становило 41 осіб. Основні галузі зайнятості: освіта, охорона здоров'я та соціальна допомога — 51,2 %, публічна адміністрація — 43,9 %, виробництво — 4,9 %.